# Franza
A freguesia de Franza pertence ao termo municipal de Mugardos que fica na península de Bezoucos, limitando com os municípios de Ares e Fene, no golfo Ártabro, na Comarca de Ferrol, na província da Corunha, na Galiza, no noroeste da Península Ibérica.

## Características da povoção
O território do concelho de Mugardos tem uma superfície de 12,73 Km2 com uma população aproximada de 5 718 habitantes (2001), repartidos em quatro freguesias: Franza, que tem 1500 habitantes em 5,22 km², Meá 687 habitantes, Pinheiro 538 habitantes e Mugardos como 2 986 habitantes.
O habitat tradicional  na Galiza dentro das freguesias é o "lugar". Os lugares que conformam a freguesia de Franza são os seguintes: a Amora, o Arrueiro, as Bárceas, Boado, o Campo do Río, a Cancela, Canta-a-rá, o Casal, a Chousa, o Curuto, as Escadas, a Fraga, Franza, a Marnela, o Mexote, o Monte, o Morteirado, a Penela, o Penso, o Redondo, a Regueira, o Seixo, Seselle, o Vilar, o Xuncedo.
O nível profissional e académico dos habitantes do Concelho supera a média da Galiza, já que é um dos municípios com maior número de titulados universitários. Apenas 8% da população não possui qualificação profissional.

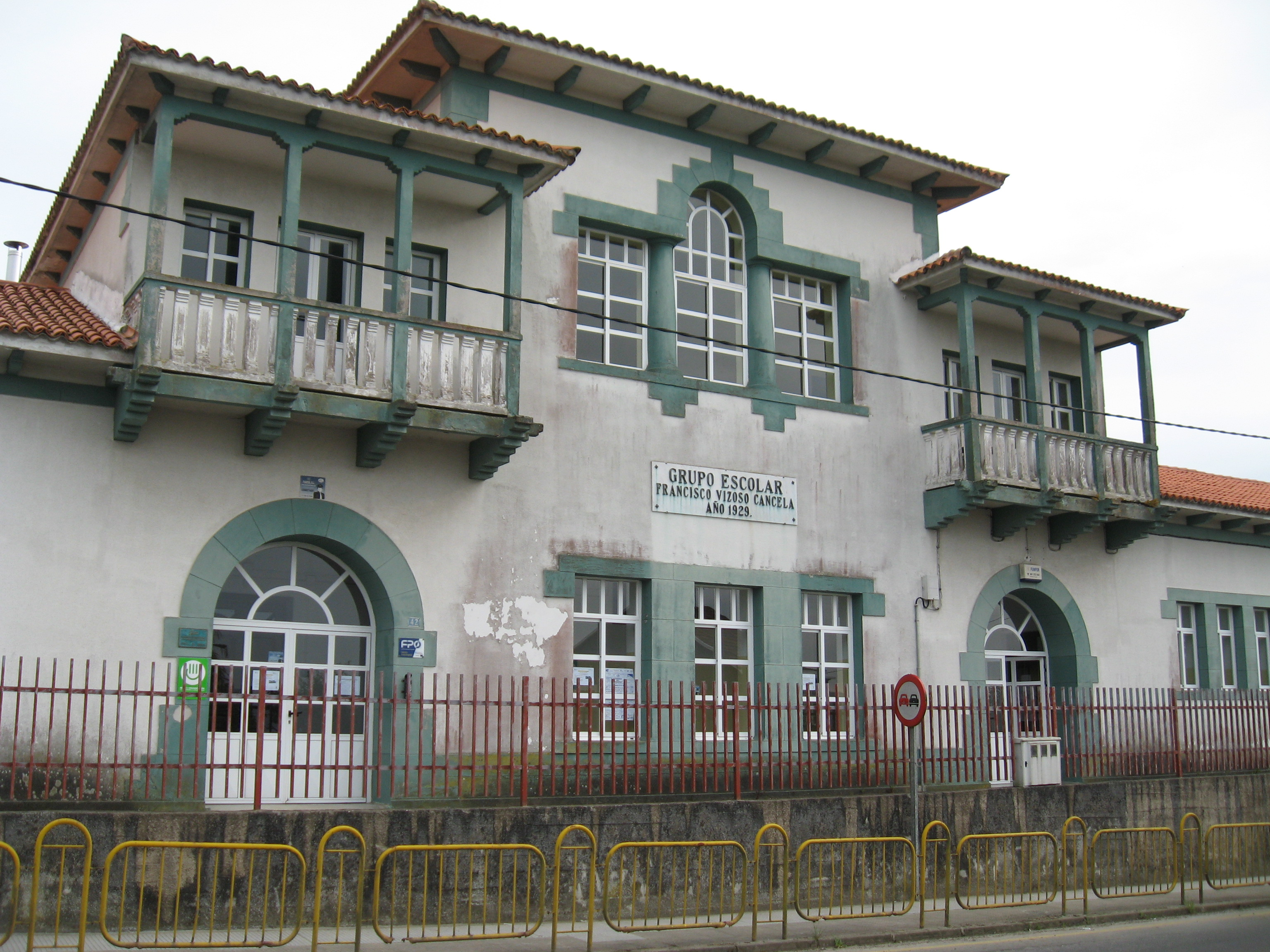
Colégio de estilo 'indiano' (construído por emigrantes) de 1929.

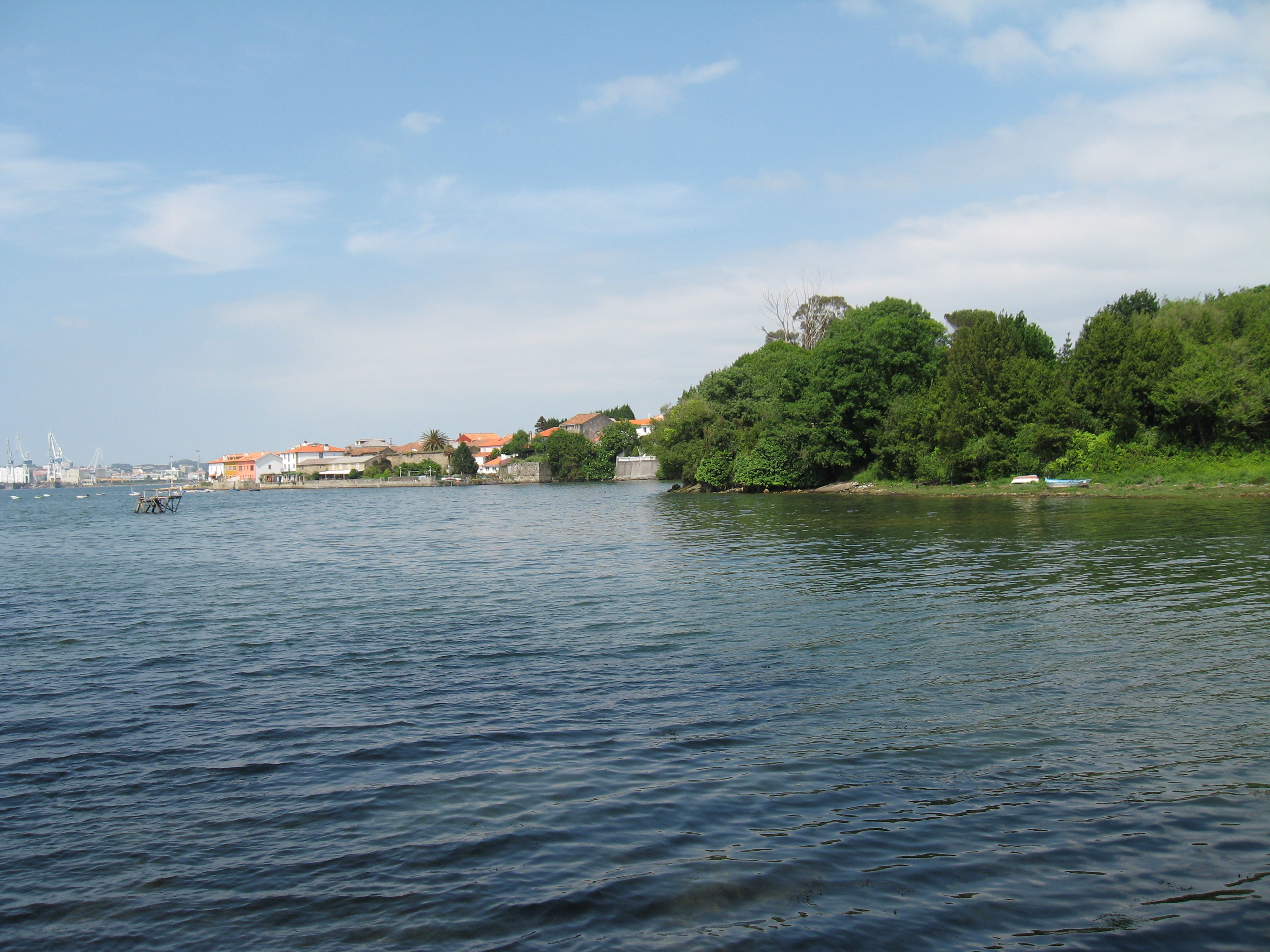
Beira-mar em Franza, com o Seixo e Ferrol ao fundo

## Dados socioeconómicos
A população activa representa 63% dos habitantes do concelho. Na actualidade aproximadamente 15% estão em situação de desemprego.
- O sector da Agricultura, Pecuária e Pesca representa cerca de 9% da população activa.
- O sector Industrial representa cerca de 35%; principalmente, as pessoas dedicam-se á Indústria Naval. A Construção Civil, representa um terço deste sector industrial.
- 56% restante da população está a trabalhar, bem na Função Pública, bem no Comércio, nas Gestões administrativas, Turismo ou tarefas similares.

## Etimologia do topónimo 'Franza'
A origem do termo que dá nome a esta freguesia ainda não está totalmente esclarecida.  É bem certo que "Franza" vem originariamente do germánico "frank", que significa livre. Desta língua passou para o latim como o vocábulo "francu", com o mesmo significado. Por isso, não sabemos se a freguesia se chamava assim por ser uma "zona franca""  pelos romanos habitantes da mesma, ou pelo contrário, o nome já estava definido pelos povos germánicos anteriores.
O topónimo já é citado no ano 1270 no foro de Pontedeume concedido pelo rei Afonso X, através do qual esta freguesia passa a fazer parte da jurisdição eumesa.

## Breve resenha histórica

### A cultura Castreja: O Castro das Escadas
A cultura castreja é uma das mais representativas na História da Galiza. Abrange um período que vai do século VIII A.D.N.E. até o século I D.D.N.E. A partir deste século transforma-se em galaico-romana.
Esta cultura estendia-se pela actual Galiza, norte de Portugal e no norte ocidental da Península Ibérica (Astúrias).
A mulher tinha um importante papel nesta sociedade: era proprietária da terra e participava nas decisões do grupo. As actividades económicas baseavam-se na agricultura e na pecuária. Os castros costeiros complementavam-se com as pescas e o marisco. Também era importante a mineração, comerciando com estanho, ferro e ouro.
Um dos muitos castros da Galiza era na freguesia de Franza, no lugar das Escadas, no Seixo, a 100 metros da ribeira de Maninhos, no concelho limítrofe de Fene.
O nome das "Escadas" faz referência ao terreno disposto em degraus, que descia de maneira delicada até à costa, onde ficava encravado o castro, também chamado "As Gaivotas".

### A Romanização
Os primeiros contactos de Roma com a Galécia ocorrem a partir dos séculos I e II d.C., atraídos os romanos pela abundância de minerais.
Os romanos encontram um número de povos com umas características comuns. Os primeiros que lhes opõem resistência são os Galaicos, um populus da zona actual do Porto. Dese povo tomaria nome todo o território do noroeste da Península Ibérica: Galécia, que passa a ser uma província romana.
O noroeste foi dividido em três convento: com capitais em Luco Augusta (Lugo, da Galiza actual), Bracara Augusta (Braga, de Portugal actual) e Astúrica Augusta (Astorga, na Espanha actual). A península de Bezoucos onde fica Franza, pertencia a Luco Augusta.
Desde o período imperial romano até aos princípios da Idade Média os castros existem, mas os seus habitantes irão viver para novos lugares. É o caso dos vicos, loci, casais e vilas.
- Os vicos eram povoados rurais não fortificados, como eram os castros, abertos.
- Os locos são aldeias muito pequenas, de três ou quatro casas.
- As casais eram em princípio casas de campo pequenas que podiam possuir várias edificações.
- As vilas eram núcleos rurais com edificações diversas, dedicadas aos labores agrícolas, pecuários ou relacionados com o mar.

Na freguesia de Franza, foram encontradas as ruínas duma vila romana chamada Noville. A origem deste nome deveu ser Villa Nobilii de Nobilius, que é um cognome latino frequente em libertos e cristãos que eram proprietários de vilas e dispunham de extensas fazendas.

### Alta Idade Média
Nos primeiros séculos da Alta Idade Média, criam-se diferentes mosteiros familiares, pela nobreza da Galiza. Ao longo do tempo permanecem como pequenos cenóbios ou convertem-se em grandes mosteiros.
Há várias referências à existência de um mosteiro em Beçoucos (península da freguesia de Franza); exactamente a 23 de Outubro de 964, através dum documento achado no mosteiro próximo de Sobrado dos Monges.

### Idade Moderna: Séculos XVI-XVIII
Na Galiza o período histórico conhecido como Idade Moderna ou Antigo Regime vai-se caracterizar por um maior submetimento por parte da monarquia castelhana-espanhola.
A reforma administrativa tem como aspectos fundamentais a divisão da Galiza em províncias: em princípio foram cinco, para ficarem definitivamente em sete, na metade do XVI: Santiago, Corunha, Betanzos, Lugo, Mondoñedo, Ourense e Tui. A Junta do Reino da Galiza estava formada por representantes de cada uma das províncias e constituía um organismo de tipo consultivo, com pouca capacidade de manobra, intermediário entre o Reino da Galiza e a Real Audiência.
Santiago de Franza pertencia a província de Betanzos.

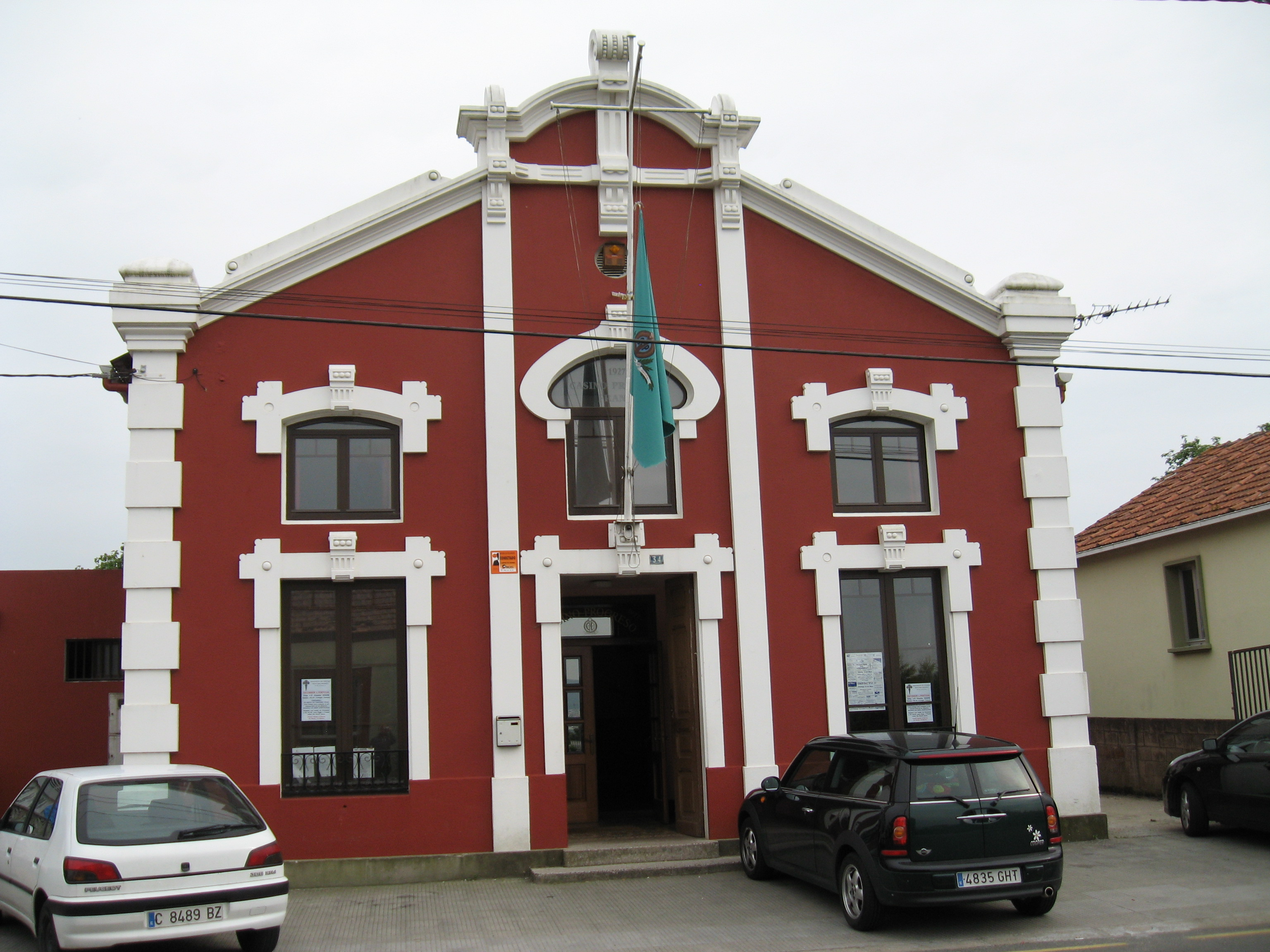
Centro cultural de estilo 'indiano', de 1927.

### Idade Contemporánea: Desde o século XIX até hoje em dia
O século XIX foi um período caracterizado por uma forte instabilidade a nível político, económico e social, que teve uma grande influência em todo o concelho de Mugardos, tal como  nas outras vilas da região.
Na década de 1820, governada pelos liberais espanhóis, produziu-se a divisão territorial da Galiza nas quatro províncias actuais: Corunha, Lugo, Ourense e Pontevedra. A província da Corunha divide-se em 14 partidos judiciais.  Um deles e Pontedeume, dentro do qual estava o concelho de Franza.
A 23 de Julho de 1835 fica constituído como é hoje o município de Mugardos, com as actuais freguesias, entre elas a de Franza.

## Personagens célebres de Franza
- O aviador Piñeiro (nasceu em 15 de dezembro de 1878 - 19 de dezembro de 1927).
- O pintor Felipe Bello Piñeiro (20 de março de 1886 - 1913).